# Tkanka łączna siateczkowa
Tkanka łączna siateczkowa (łac. textus conjunctivus reticularis) – tkanka łączna składająca się z gwiaździstych komórek, głównie fibroblastów, które łączą się między sobą wypustkami cytoplazmatycznymi, tworząc przestrzenną sieć (stąd nazwa). Zawiera włókna siateczkowe, zbudowane z kolagenu typu III.
Część komórek tej tkanki zachowuje zdolność do przekształcania się w inne komórki tkanki łącznej. W ten sposób powstają fagocyty. Tkanka łączna siateczkowa tworzy zrąb narządów limfatycznych, szpiku kostnego, z niej zbudowana jest również błona śluzowa właściwa jelita cienkiego i grubego oraz część czynna błony śluzowej macicy. 